# زندگی جنسی دختران کالج
زندگی جنسی دختران کالج یک مجموعه تلویزیونی کمدی-درام نوجوان آمریکایی است که توسط میندی کالینگ و جاستین نوبل ساخته شده و در ۱۸ نوامبر ۲۰۲۱ در اچ‌بی‌او مکس پخش شد. در دسامبر ۲۰۲۱، این سریال برای فصل دوم تمدید شد و در ۱۷ نوامبر ۲۰۲۲ فصل دوم آن پخش شد.